# Heinz Mörschel
Heinz Robert Mörschel (Santo Domingo, 24 agosto 1997) è un calciatore dominicano con cittadinanza tedesca, centrocampista del Vizela e della nazionale dominicana.

## Biografia
È nato in Repubblica Dominicana da padre tedesco e madre dominicana.

## Caratteristiche tecniche
Gioca come centrocampista offensivo.

## Carriera

### Club
Mörschel è cresciuto nel settore giovanile del Magonza, dove ha giocato per due stagioni nella squadra riserve in 3. Liga ed in Regionalliga. Il 25 giugno 2018 è stato acqusitato dall'Holstein Kiel, con cui ha debuttato in 2. Bundesliga il 3 agosto nell'incontro vinto 3-0 contro l'Amburgo. Il 20 ottobre seguente ha segnato il suo primo gol in seconda divisione nel pareggio per 1-1 contro il Colonia.
Il 1º luglio 2019 è stato ceduto al Preußen Münster. Al termine della stagione è passato all'Uerdingen 05 ma dopo soli sei mesi ha cambiato nuovamente casacca firmando con la Dinamo Dresda.
Rimasto svincolato al termine della stagione, nel febbraio 2023 ha firmato con gli ungheresi dell'Újpest.

### Nazionale
Fra il 2014 ed il 2015 ha giocato con la Germania Under-18. Nel settembre del 2023 ha ricevuto la prima convocazione da parte della nazionale dominicana, con cui ha debuttato nell'incontro di CONCACAF Nations League perso 2-0 contro il Nicaragua.

## Statistiche

### Presenze e reti nei club
Statistiche aggiornate al 24 luglio 2024.
| Stagione        | Squadra          | Campionato      | Campionato | Campionato | Coppe nazionali | Coppe nazionali | Coppe nazionali | Coppe continentali | Coppe continentali | Coppe continentali | Altre coppe | Altre coppe | Altre coppe | Totale | Totale | Totale |
| Stagione        | Squadra          | Comp            | Pres       | Reti       | Comp            | Pres            | Reti            | Comp               | Pres               | Reti               | Comp        | Pres        | Reti        | Pres   | Reti   |        |
| --------------- | ---------------- | --------------- | ---------- | ---------- | --------------- | --------------- | --------------- | ------------------ | ------------------ | ------------------ | ----------- | ----------- | ----------- | ------ | ------ | ------ |
| 2016-2017       | Magonza II       | 3L              | 19         | 1          |                 | -               | -               |                    | -                  | -                  |             | -           | -           | 19     | 1      |        |
| 2017-2018       | Magonza II       | RL              | 22         | 7          |                 | -               | -               |                    | -                  | -                  |             | -           | -           | 22     | 7      |        |
| 2018-2019       | Holstein Kiel II | RL              | 1          | 0          |                 | -               | -               |                    | -                  | -                  |             | -           | -           | 1      | 0      |        |
| 2018-2019       | Holstein Kiel    | RL              | 2          | 8          | CG              | 0               | 0               |                    | -                  | -                  |             | -           | -           | 2      | 8      |        |
| 2019-2020       | Preußen Münster  | 3L              | 34         | 8          | CG              | 0               | 0               |                    | -                  | -                  |             | -           | -           | 34     | 8      |        |
| 2020-gen. 2021  | Uerdingen 05     | 3L              | 16         | 4          | CG              | 0               | 0               |                    | -                  | -                  |             | -           | -           | 16     | 4      |        |
| gen.-giu. 2021  | Dinamo Dresda    | 3L              | 18         | 7          | CG              | 0               | 0               |                    | -                  | -                  |             | -           | -           | 18     | 7      |        |
| 2021-2022       | Dinamo Dresda    | 3L              | 26         | 3          | CG              | 2               | 0               |                    | -                  | -                  |             | -           | -           | 28     | 3      |        |
| feb.-giu. 2023  | Újpest           | NB1             | 10         | 2          | CU              | 0               | 0               |                    | -                  | -                  |             | -           | -           | 10     | 2      |        |
| 2023-2024       | Újpest           | NB1             | 31         | 6          | CU              | 1               | 0               |                    | -                  | -                  |             | -           | -           | 32     | 6      |        |
| Totale carriera | Totale carriera  | Totale carriera | 179        | 46         |                 | 3               | 0               |                    | -                  | -                  |             | -           | -           | 182    | 46     |        |

### Cronologia presenze e reti in nazionale
| Cronologia completa delle presenze e delle reti in nazionale ― Rep. Dominicana | Cronologia completa delle presenze e delle reti in nazionale ― Rep. Dominicana | Cronologia completa delle presenze e delle reti in nazionale ― Rep. Dominicana | Cronologia completa delle presenze e delle reti in nazionale ― Rep. Dominicana | Cronologia completa delle presenze e delle reti in nazionale ― Rep. Dominicana | Cronologia completa delle presenze e delle reti in nazionale ― Rep. Dominicana | Cronologia completa delle presenze e delle reti in nazionale ― Rep. Dominicana | Cronologia completa delle presenze e delle reti in nazionale ― Rep. Dominicana |
| Data                                                                           | Città                                                                          | In casa                                                                        | Risultato                                                                      | Ospiti                                                                         | Competizione                                                                   | Reti                                                                           | Note                                                                           |
| ------------------------------------------------------------------------------ | ------------------------------------------------------------------------------ | ------------------------------------------------------------------------------ | ------------------------------------------------------------------------------ | ------------------------------------------------------------------------------ | ------------------------------------------------------------------------------ | ------------------------------------------------------------------------------ | ------------------------------------------------------------------------------ |
| 8-9-2023                                                                       | Santo Domingo                                                                  | Rep. Dominicana                                                                | 0 – 2                                                                          | Nicaragua                                                                      | CONCACAF Nations League 2023-2024 - 1º turno                                   | -                                                                              |                                                                                |
| 11-9-2023                                                                      | Santo Domingo                                                                  | Rep. Dominicana                                                                | 3 – 0                                                                          | Montserrat                                                                     | CONCACAF Nations League 2023-2024 - 1º turno                                   | -                                                                              | 88’                                                                            |
| 13-10-2023                                                                     | Bridgetown                                                                     | Barbados                                                                       | 0 – 5                                                                          | Rep. Dominicana                                                                | CONCACAF Nations League 2023-2024 - 1º turno                                   | 1                                                                              |                                                                                |
| 16-10-2023                                                                     | Santiago de los Caballeros                                                     | Rep. Dominicana                                                                | 5 – 2                                                                          | Barbados                                                                       | CONCACAF Nations League 2023-2024 - 1º turno                                   | 1                                                                              |                                                                                |
| 17-11-2023                                                                     | Lookout                                                                        | Montserrat                                                                     | 2 – 1                                                                          | Rep. Dominicana                                                                | CONCACAF Nations League 2023-2024 - 1º turno                                   | -                                                                              |                                                                                |
| 21-11-2023                                                                     | Managua                                                                        | Nicaragua                                                                      | 0 – 0                                                                          | Rep. Dominicana                                                                | CONCACAF Nations League 2023-2024 - 1º turno                                   | -                                                                              |                                                                                |
| 23-3-2024                                                                      | Santiago de los Caballeros                                                     | Rep. Dominicana                                                                | 2 – 0                                                                          | Aruba                                                                          | Amichevole                                                                     | -                                                                              |                                                                                |
| 26-3-2024                                                                      | Lima                                                                           | Perù                                                                           | 4 – 1                                                                          | Rep. Dominicana                                                                | Amichevole                                                                     | -                                                                              |                                                                                |
| 6-6-2024                                                                       | Kingston                                                                       | Giamaica                                                                       | 1 – 0                                                                          | Rep. Dominicana                                                                | Qual. Mondiali 2026                                                            | -                                                                              | 54’ 90+2’                                                                      |
| 11-6-2024                                                                      | San Cristóbal                                                                  | Rep. Dominicana                                                                | 4 – 0                                                                          | Isole Vergini Britanniche                                                      | Qual. Mondiali 2026                                                            | -                                                                              | 68’                                                                            |
| 7-9-2024                                                                       | Saint George                                                                   | Bermuda                                                                        | 2 – 3                                                                          | Rep. Dominicana                                                                | CONCACAF Nations League 2024-2025 - 1º turno                                   | 1                                                                              |                                                                                |
| 12-10-2024                                                                     | Devonshire                                                                     | Antigua e Barbuda                                                              | 0 – 5                                                                          | Rep. Dominicana                                                                | CONCACAF Nations League 2024-2025 - 1º turno                                   | -                                                                              | 77’                                                                            |
| 15-10-2024                                                                     | Devonshire                                                                     | Rep. Dominicana                                                                | 5 – 0                                                                          | Antigua e Barbuda                                                              | CONCACAF Nations League 2024-2025 - 1º turno                                   | 1                                                                              | 80’                                                                            |
| 16-11-2024                                                                     | Santiago de los Caballeros                                                     | Dominica                                                                       | 1 – 6                                                                          | Rep. Dominicana                                                                | CONCACAF Nations League 2024-2025 - 1º turno                                   | 2                                                                              | 79’ 83’                                                                        |
| 19-11-2024                                                                     | Santiago de los Caballeros                                                     | Rep. Dominicana                                                                | 6 – 1                                                                          | Bermuda                                                                        | CONCACAF Nations League 2024-2025 - 1º turno                                   | 1                                                                              | 90+4’                                                                          |
| 6-6-2025                                                                       | Città del Guatemala                                                            | Guatemala                                                                      | 4 – 2                                                                          | Rep. Dominicana                                                                | Qual. Mondiali 2026                                                            | 1                                                                              |                                                                                |
| 10-6-2025                                                                      | Santo Domingo                                                                  | Rep. Dominicana                                                                | 5 – 0                                                                          | Dominica                                                                       | Qual. Mondiali 2026                                                            | -                                                                              | cap. 69’                                                                       |
| 14-6-2025                                                                      | Inglewood                                                                      | Messico                                                                        | 3 – 2                                                                          | Rep. Dominicana                                                                | Gold Cup 2025 - 1º turno                                                       | -                                                                              | 65’ 79’                                                                        |
| 18-6-2025                                                                      | Arlington                                                                      | Costa Rica                                                                     | 2 – 1                                                                          | Rep. Dominicana                                                                | Gold Cup 2025 - 1° turno                                                       | -                                                                              | 90+3’                                                                          |
| 22-6-2025                                                                      | Arlington                                                                      | Rep. Dominicana                                                                | 0 – 0                                                                          | Suriname                                                                       | Gold Cup 2025 - 1° turno                                                       | -                                                                              | 45+3’ 46’                                                                      |
| Totale                                                                         |                                                                                | Presenze                                                                       | 20                                                                             |                                                                                | Reti (8º posto)                                                                | 8                                                                              |                                                                                |

## Palmarès

### Club

#### Competizioni nazionali
- 3. Liga: 1

Dinamo Dresda: 2020-2021